# Jan Chapman
Jan Chapman, née le 28 mars 1950 à Newcastle, Nouvelle-Galles du Sud, Australie) est une productrice de films australien.
Elle est connue pour avoir participé aux films The Last Days of Chez Nous, La Leçon de piano, Love Serenade, Holy Smoke et Lantana.
Chapman a rencontré son premier mari, le réalisateur Phillip Noyce, tout en étudiant l'anglais et les beaux-arts à l'université à la fin des années 1960. C'est au cours de cette période qu'elle a commencé à travailler sur de petits films indépendants, dans le cadre de la Sydney Filmmakers Co-op. Dans le début des années 1970, elle a dirigé des courts métrages de fiction et des documentaires. Plus tard, elle a travaillé au département de l'éducation de l'Australian Broadcasting Corporation, et a commencé à produire des séries télévisées, dont Sweet and Sour.

## Distinctions

### Récompenses
- AFI Awards 1993 : meilleur film pour La Leçon de piano
- AFI Awards 2001 : meilleur film pour Lantana
- AFI Awards 2004 : meilleur film pour Somersault

### Nominations
- AFI Awards 1992 : meilleur film pour The Last Days of Chez Nous
- Oscars 1994 : meilleur film pour La Leçon de piano
- British Academy Film Awards 1994 : meilleur film pour La Leçon de piano
- AFI Awards 2010 : meilleur film pour Bright Star